# زندگی شیرین (فیلم ۱۹۶۰)
زندگی شیرین (به ایتالیایی: La Dolce Vita) فیلمی درام به کارگردانی و نویسندگی فدریکو فلینی و با بازی مارچلو ماسترویانی است که در سال ۱۹۶۰ توزیع شد. این فیلم یک هفته از زندگی مارچللو روبینی، روزنامه‌نگار مجله‌های شایعه‌پرداز در رم و جستجوی بی‌سرانجام او را برای یافتن عشق و خوشبختی به تصویر می‌کشد. از زندگی شیرین به عنوان فیلمی یاد می‌شود که گذار فلینی را از فیلم‌های اولیه نئورئالیستی او به فیلم‌های هنری بعدی‌اش نشانه‌گذاری می‌کند و یکی از دستاوردهای بزرگ سینمای جهان محسوب می‌شود.

## ساختار فیلم
زندگی شیرین در هفت بخش دنبال می‌شود:
1. عصری که مارچلو با مادالنا (آنوک آمه) سپری می‌کند.
2. شب طولانی او با سیلویا (آنیتا اکبرگ) هنرپشه سوئدی که با رسیدن سحر و در آبنمای تروی پایان میابد.
3. برخورد دوباره او با استینر (آلن کنی) روشنفکر. این ارتباط در سه بخش در طول فیلم صورت می‌گیرد. رویارویی، میهمانی و تراژدی استینر.
4. معجزه دروغین
5. دیدار با پدر/مهمانی استینر
6. مهمانی اشرافی/تراژدی استینر
7. مهمانی عیاشی در خانه ساحلی

## بازخورد انتقادی
پیر پائولو پازولینی دربارهٔ فیلم می‌گوید: «لا دولچه ویتا مهم‌تر از آن است که کسی بتواند دربارهٔ آن، آنگونه که معمولاً در مورد یک فیلم بحث می‌شود، بحث کند. گرچه نه به بزرگی چاپلین، آیزنشتاین یا میزوگوچی، بی تردید فلینی یک مولف است تا یک کارگردان؛ بنابراین این فیلم تنها و تنها از آن اوست…»
ژاک دونیول-والکروز از بنیانگذاران کایه دو سینما این احساس را دارد که فیلم «فاقد ساختار یک شاهکار است» و در ادامه آن را «توالی لحظه‌های سینمایی می‌داند که برخی از برخی دیگر قانع‌کننده تر هستند.»
راجر ایبرت آن را بهترین فیلم فلینی و هم چنین بهترین فیلم تاریخ سینما می‌داند و در فهرست ده فیلم برگزیده‌اش قرار می‌دهد. اولین نقد ایبرت برای این فیلم، که در اکتبر 1961 منتشر شد، تقریباً اولین نقد فیلمی بود که او نوشت، قبل از اینکه کار خود را به عنوان منتقد فیلم در سال 1967 آغاز کند. این فیلم برای ایبرت نقطه تغییر بود. ایبرت در نقد 1997 خود می نویسد:
فیلم ها تغییر نمی کنند، اما بینندگانشان تغییر می کنند. وقتی در سال 1960 «لا دولچه ویتا» را دیدم، نوجوانی بودم که «زندگی شیرین» برای او نمایانگر تمام آرزوهایم بود: گناه، زرق و برق عجیب اروپایی، عاشقانه خسته روزنامه‌نویس بدبین. در حدود سال 1970 وقتی دوباره آن را دیدم، در نسخه ای از دنیای مارچلو زندگی می کردم. خیابان شمالی شیکاگو همچون خیابان Via Veneto نبود، اما در ساعت 3 بامداد ساکنان به همان اندازه رنگارنگ بودند، و من تقریباً همسن مارچلو بودم. وقتی فیلم را در حوالی سال 1980 دیدم، مارچلو همان سال بود، اما من 10 سال بزرگتر بودم، الکل را ترک کرده بودم و او را نه به عنوان یک الگو، بلکه به عنوان یک قربانی، محکوم به جستجوی بی پایان برای خوشبختی می دیدم که هرگز پیدا نشد، نه به آن صورت. در سال 1991، وقتی در دانشگاه کلرادو فیلم را فریم به فریم تحلیل کردم، مارچلو جوان‌تر به نظر می‌رسید، و در حالی که زمانی او را تحسین می‌کردم و سپس از او انتقاد می‌کردم، اکنون برایش ترحم می‌کردم و دوستش داشتم. و وقتی فیلم را درست بعد از مرگ ماسترویانی دیدم، فکر کردم فلینی و مارچلو لحظه ای را کشف کرده اند و آن را جاودانه کرده اند.
مارتین اسکورسیزی در پنجمین جشنوارهٔ بین‌المللی فیلم رم به مناسبت پنجاهمین سال ساخت فیلم زندگی شیرین آن را نقطهٔ عطفی در تاریخ سینما دانست و گفت:به اعتقاد من سینما به پیش و بعد از «زندگی شیرین» تقسیم می‌شود. این فیلم قوانین را شکست. تا پیش از این فیلم و در دهه ۱۹۵۰، بخش زیادی از دنیای سینما را فیلم‌های مجلل تشکیل می‌دادند. این فیلم نه داستان دارد و نه طرح داستانی، با این حال مدت زمان آن حدود سه ساعت است. فلینی بعد از این فیلم دیگر هیچ‌وقت یک داستان را سرراست تعریف نکرد. بیش از همه شخصیت مارچلو ماسترویانی را دوست دارم، به خاطر روند رو به نزول او و نگاهش در پایان فیلم.

## جوایز و جایگاه‌ها
- جایزه اسکار بهترین طراحی لباس برای یک فیلم سیاه و سفید به همراه سه نامزدی دیگر این جایزه
- نخل طلایی جشنواره کن در سال ۱۹۶۰
- ششمین فیلم برتر تاریخ از دید انترتینمنت ویکلی
- رتبه یازدهم در فهرست «۱۰۰ فیلم برتر دنیای سینما» از دید مجله امپایر

## فرهنگ عامه
واژه پاپاراتزی برگرفته از نام یکی از کاراکترهای این فیلم با نام پاپاراتزو است که یک عکاس خبری ست.
فیلم سلبریتی (۱۹۹۸) به کارگردانی وودی آلن و با بازی گلدی هاون (به جای آنوک آمه) و شارلیز ترون (آنیتا اکبرگ) نوعی بازسازی فیلم در حال و هوای نیویورکی آن است.
باب دیلن در یکی از ترانه‌های خود با عنوان کابوس موتورسایکو به نام فیلم اشاره می‌کند.